# Saint-Leu-d'Esserent
Saint-Leu-d'Esserent és un municipi francès, situat al departament de l'Oise i a la regió dels Alts de França. L'any 2007 tenia 4.724 habitants.

## Demografia

### Població
El 2007 la població de fet de Saint-Leu-d'Esserent era de 4.724 persones. Hi havia 1.816 famílies de les quals 472 eren unipersonals (218 homes vivint sols i 254 dones vivint soles), 489 parelles sense fills, 726 parelles amb fills i 129 famílies monoparentals amb fills.
La població ha evolucionat segons el següent gràfic:
Habitants censats

### Habitatges
El 2007 hi havia 1.933 habitatges, 1.862 eren l'habitatge principal de la família, 16 eren segones residències i 55 estaven desocupats. 1.231 eren cases i 595 eren apartaments. Dels 1.862 habitatges principals, 1.050 estaven ocupats pels seus propietaris, 765 estaven llogats i ocupats pels llogaters i 47 estaven cedits a títol gratuït; 111 tenien una cambra, 117 en tenien dues, 375 en tenien tres, 525 en tenien quatre i 734 en tenien cinc o més. 1.285 habitatges disposaven pel capbaix d'una plaça de pàrquing. A 874 habitatges hi havia un automòbil i a 799 n'hi havia dos o més.

### Piràmide de població
La piràmide de població per edats i sexe el 2009 era:
| Homes | Edats   | Dones |
| ----- | ------- | ----- |
| 0     | 95 o +  | 0     |
| 8     | 90 a 94 | 20    |
| 16    | 85 a 89 | 24    |
| 16    | 80 a 84 | 12    |
| 8     | 75 a 79 | 28    |
| 80    | 70 a 74 | 80    |
| 84    | 65 a 69 | 64    |
| 104   | 60 a 64 | 112   |
| 144   | 55 a 59 | 104   |
| 168   | 50 a 54 | 168   |
| 188   | 45 a 49 | 172   |
| 220   | 40 a 44 | 184   |
| 180   | 35 a 39 | 216   |
| 216   | 30 a 34 | 180   |
| 156   | 25 a 29 | 228   |
| 184   | 20 a 24 | 144   |
| 168   | 15 a 19 | 197   |
| 148   | 10 a 14 | 196   |
| 188   | 5 a 9   | 172   |
| 132   | 0 a 4   | 152   |

## Economia
El 2007 la població en edat de treballar era de 3.244 persones, 2.352 eren actives i 892 eren inactives. De les 2.352 persones actives 2.115 estaven ocupades (1.164 homes i 951 dones) i 237 estaven aturades (115 homes i 122 dones). De les 892 persones inactives 281 estaven jubilades, 285 estaven estudiant i 326 estaven classificades com a «altres inactius».

### Ingressos
El 2009 a Saint-Leu-d'Esserent hi havia 1.771 unitats fiscals que integraven 4.628,5 persones, la mediana anual d'ingressos fiscals per persona era de 19.165 €.

### Activitats econòmiques
Dels 154 establiments que hi havia el 2007, 6 eren d'empreses extractives, 4 d'empreses alimentàries, 1 d'una empresa de fabricació de material elèctric, 12 d'empreses de fabricació d'altres productes industrials, 21 d'empreses de construcció, 30 d'empreses de comerç i reparació d'automòbils, 10 d'empreses de transport, 15 d'empreses d'hostatgeria i restauració, 4 d'empreses financeres, 9 d'empreses immobiliàries, 14 d'empreses de serveis, 16 d'entitats de l'administració pública i 12 d'empreses classificades com a «altres activitats de serveis».
Dels 48 establiments de servei als particulars que hi havia el 2009, 1 era una oficina d'administració d'Hisenda pública, 1 gendarmeria, 1 oficina de correu, 3 oficines bancàries, 1 funerària, 6 tallers de reparació d'automòbils i de material agrícola, 1 autoescola, 7 paletes, 4 guixaires pintors, 2 fusteries, 2 lampisteries, 3 empreses de construcció, 5 perruqueries, 1 veterinari, 4 restaurants, 4 agències immobiliàries i 2 salons de bellesa.
Dels 14 establiments comercials que hi havia el 2009, 2 eren supermercats, 1 una gran superfície de material de bricolatge, 4 fleques, 1 una peixateria, 1 una llibreria, 1 una botiga d'electrodomèstics, 1 una botiga de mobles, 2 drogueries i 1 una joieria.
L'any 2000 a Saint-Leu-d'Esserent hi havia 9 explotacions agrícoles.

## Equipaments sanitaris i escolars
Els 2 equipaments sanitaris que hi havia el 2009 eren farmàcies.
El 2009 hi havia 2 escoles maternals i 2 escoles elementals. Saint-Leu-d'Esserent disposava d'un col·legi d'educació secundària amb 567 alumnes.

## Poblacions properes
El següent diagrama mostra les poblacions més properes.